# Anjanageri Bettageri, Somvarpet
Anjanageri Bettageri là một làng thuộc tehsil Somvarpet, huyện Kodagu, bang Karnataka, Ấn Độ.